# Silingi
Silingi (latinsko Silingae; starogrško Σιλίγγαι   – Silingai) so bili germansko pleme, del večje skupine Vandalov. Silingi so nekoč živeli v Šleziji in imeni Šlezija in Silingi sta morda povezani.

## Zgodovina
Silinge prvič omenja Klavdij Ptolemaj v 2. stoletju, ki je zapisal, da so živeli južno od plemena svebskih Semnonov in severno od Karpatov, okoli današnje Šlezije:
Sodobni poznavalci domnevajo, da je pleme Nahanarvalov istovetno z ljudstvom Silingov. Tacit v knjigi Germania, 43 omenja Naharvale kot skrbnike svetišča Lugijske federacije (gaj bogov dvojčkov Alcis ). Tacit ne omenja Silingov; vendar postavlja Naharvale na približno isto geografsko območje, v katerega je Ptolemaj postavil Silinge.
Po mnenju nekaterih zgodovinarjev so bili v času vladavine rimskega cesarja Marka Avrelija (161–180 n. št.) Silingi med Vandali, za katere so poročali, da so živeli v »Vandalskih gorah«, morda v Sudetih, ki so zdaj del Češke.
Vandali, ki so jih okoli leta 400 potisnili Huni proti zahodu, so leta 406 prečkali Ren v Galijo in leta 409 Pireneje v Iberijo. Medtem ko se je druga glavna vandalska skupina, Hasdingi, naselila v Galiciji, so se Silingi naselili v Betiki. Leta 419, po napadih Vizigotov na Silinge, ki so jih sponzorirali Rimljani v letih 417-18, so se ostanki Silingov in Alanov prostovoljno podvrgli vladavini Hasdingovskega voditelja Gunderika, ki je pobegnil iz Galicije v Betiko, potem ko je bil premagan od rimsko-svebske koalicije. Ko je Gunderika nasledil Gajserika leta 428 so se Vandali preselili v Severno Afriko, kjer so ustanovili kraljestvo s središčem v Kartagini. Kraljestvo je propadlo v vandalski vojni 533–534, v kateri je Justinijan I. uspel ponovno osvojiti afriško provinco za Vzhodno rimsko (bizantinsko) cesarstvo.
Po preseljevanju ljudstev v 5. stoletju je vse Silinge, ki so ostali v Šleziji, v 6. stoletju najverjetneje počasi nadomestil priliv ljudi praško-korčakske kulture, ki naj bi bila nova slovanska plemena, ki so se selila z vzhoda.

## Regija Šlezija
Po mnenju nekaterih zgodovinarjev sta imeni Šlezije in Silingov povezani. Druga hipoteza izhaja iz imena gore in reke ter s tem regije iz stare poljske besede Ślągwa, kar pomeni »vlažen«, kar odraža podnebje regije.
Pogosto se domneva, da ime ozemlja Šlezije izhaja bodisi iz reke ali gore, ki se danes imenuje reka Ślęza ali gora Ślęża. Hrib je bil versko središče Silingov, ki je jugo-jugovzhodno od današnjega Vroclava (Wrocław) (Breslava), čeprav verski pomen lokacije sega v čas ljudi lužiške kulture, ki so častili sonce, že leta 1300 pred našim štetjem.